# Joan Margenat i Salvany
Joan Margenat i Salvany   (Sarrià, 1821 - Sarrià, 1893) va ser un hisendat català.

## Biografia
Fill de Francesc Margenat i Cuyàs i d'Antònia Salvany i Casas, va ser batlle de Sarrià en tres ocasions: 1854, 1858 i 1865.
El 1888 signà el Missatge a la Reina Regent i fou designat delegat a les Assemblees de Manresa (1892) i Reus (1893).